# OKl2
OKl2 – parowóz-tendrzak konstrukcji niemieckiej wykorzystujący parę przegrzaną, używany również przez PKP. W Niemczech parowozy te oznaczano jako seria 64.

## Opis
OKl2 zaprojektowany został do prowadzenia pociągów osobowych i lekkich towarowych, przede wszystkich na liniach nizinnych. Pomimo niezbyt dużej średnicy kół napędowych (1500 mm) parowóz osiągał prędkość konstrukcyjną 90 km/h. Niezbyt duża masa parowozu oraz średnica kół napędowych powodowały bezpoślizgowe ruszanie z miejsca, co ułatwiało wykorzystywanie lokomotywy w osobowym ruchu podmiejskim z dużą liczbą przystanków.
Parowozy serii 64 wyprodukowano w 15 różnych fabrykach taboru w Niemczech, m.in. w Królewcu w liczbie 520 egzemplarzy. Wykorzystywano je w ruchu planowym, głównie lokalnym kolei niemieckich. Poczynając od 1930 roku kilka egzemplarzy trafiło do parowozowni w Nysie. W następnych latach zazwyczaj stacjonowało tam 5 – 7 parowozów tej serii. Przez wiele lat prowadziły tam ruch planowy. Przetrwały wojnę i w 1945 roku przeszły pod zarząd PKP. Po II wojnie światowej na terenie Polski pozostało 37 maszyn tej serii. Weszły one na inwentarz PKP i były wykorzystywane w ruchu planowym, początkowo w centralnej części kraju, a później także na Śląsku, Mazurach i Pomorzu. Ostatni parowóz z tej serii OKl2–20 z MD Malbork skreślono z inwentarza 20.11.1973.

## Zachowane egzemplarze
Obecnie jedyny w Polsce egzemplarz parowozu tej serii, nr OKl2-6 jest nieczynny i stanowi eksponat Muzeum Techniki i Kolejnictwa na Śląsku, znajdującego się w Jaworzynie Śląskiej. Parowóz wyprodukowany został w 1928 roku w zakładach w Królewcu i posiadał numer fabryczny 2820. Na kolejach niemieckich (DRB) oznaczony był jako 64.061. Do Polski trafił w 1945 roku. Stacjonował w rozmaitych parowozowniach, m.in. Jarocin, Sochaczew, Nasielsk, Sierpc, najdłużej (od 1951 roku) w Nysie, gdzie 3 listopada 1972 roku został skreślony z inwentarza PKP. Kilkanaście egzemplarzy parowozów serii 64 zachowało się jeszcze na terenie Niemiec. Niektóre z nich są jeszcze okresowo czynne.